# Hypsostroma caimitalense
Hypsostroma caimitalense är en svampart som beskrevs av Huhndorf 1992. Hypsostroma caimitalense ingår i släktet Hypsostroma och familjen Hypsostromataceae.   Inga underarter finns listade i Catalogue of Life.